# Germânico
Germânico Júlio César (em latim: Germanicus Julius Caesar; 24 de maio de 15 a.C. – 10 de outubro de 19) foi um importante membro da dinastia júlio-claudiana e um dos mais importantes generais dos primeiros anos do Império Romano, especialmente por suas campanhas na Germânia. Filho de Nero Cláudio Druso e Antônia Menor, Germânico nasceu num proeminente ramo da antiga gente patrícia Cláudia. Seu agnome "Germânico" foi acrescentado ao seu nome completo em 9 a.C. depois de ele ter sido concedido ao seu pai por suas vitórias na Germânia. Em 4, Germânico foi adotado por seu tio paterno, Tibério, o sucessor de Augusto como imperador uma década depois. Por causa disto, Germânico passou a fazer parte da gente Júlia, outra importante família da época da qual ele já era parente pelo lado de sua mãe. Sua ligação aos Júlios foi consolidada através de seu casamento com Agripina, a Velha, neta de Augusto.
Durante o reinado de Augusto, Germânico teve uma carreira política acelerada por sua condição de herdeiro imperial, assumindo o posto de questor cinco anos antes da idade legal em 7. Ele permaneceu na função em 11 e foi eleito cônsul pela primeira vez em 12. No ano seguinte, Germânico foi nomeado procônsul da Germânia Inferior, Germânia Superior e de toda a Gália. Lá, comandou oito legiões, cerca de um terço de todo o exército romano, que ele liderou em campanhas contra as tribos germânicas entre 14 e 16 em retaliação à humilhante derrota romana na Batalha da Floresta de Teutoburgo em 9. Vitorioso, Germânico recuperou duas das três águias legionárias perdidas na batalha. Em 17, retornou a Roma, onde celebrou um triunfo antes de partir para reorganizar as províncias da Ásia Menor, onde foi o responsável por incorporar as províncias da Capadócia e Comagena no ano seguinte.
Ainda nas províncias orientais, Germânico entrou em conflito com o governador romano da Síria, Cneu Calpúrnio Pisão. Durante a disputa, ficou doente enquanto estava em Antioquia e morreu em 10 de outubro de 19, com apenas 33 anos de idade. Sua morte foi atribuída a um envenenamento pelas fontes antigas, mas o fato jamais foi provado. Como um general famoso, Germânico era muito popular e considerado um herdeiro ideal para o Império quando morreu. Para o povo romano, Germânico era o equivalente romano de Alexandre, o Grande, especialmente por sua morte no auge de sua juventude, seu caráter virtuoso, seu temperamento encantador e sua habilidade militar.

## Nome
Seu prenome é desconhecido, mas é provável que seu nome tenha sido Nero Cláudio Druso (em latim: Nero Claudius Drusus), como seu pai, ou Tibério Cláudio Nero (em latim: Tiberius Claudius Nero), como seu tio. Em 9 a.C., o agnome Germânico foi acrescentado ao seu nome completo depois de ter sido concedido postumamente a seu pai por suas vitórias na Germânia. Apesar de seus irmãos também terem herdado o nome, aparentemente o título só foi, a princípio, utilizado por Germânico. Em algum momento antes de 4 d.C., foi adotado por seu tio Tibério como filho e herdeiro, passando a fazer parte da prestigiosa gente Júlia. De acordo com a convenção romana de nomenclatura, adotou o nome "Júlio César" e manteve seu agnome, tornando-se "Germânico Júlio César". Depois de sua adoção, Cláudio, seu irmão biológico, tornou-se o único representante legal de seu pai e escolheu assumir também o agnome Germânico.

## Família e primeiros anos
Germânico nasceu em Roma em 24 de maio em 15 a.C.. Seu pai era o general Nero Cláudio Druso (conhecido como "Druso, o Velho"), filho de Lívia com seu primeiro marido, Tibério Cláudio Nero, e irmão biológico de Tibério. Sua mãe era Antônia Menor, a mais jovem das filhas do triúnviro Marco Antônio com a irmã de Augusto, Otávia Menor. Germânico era irmão biológico mais velho de Lívila e de Cláudio. Na época do seu nascimento, Lívia era a terceira esposa do imperador Augusto.
Como membro da dinastia júlio-claudiana, Germânico era parente próximo de todos os cinco imperadores da dinastia. Pelo lado de sua mãe, era sobrinho neto de Augusto e sobrinho de Tibério (os dois primeiros respectivamente). Seu filho Caio (mais conhecido como Calígula) sucederia Tibério como terceiro imperador. Depois, o trono passou para o irmão mais novo de Germânico, Cláudio. Finalmente, o sucessor deste foi Nero, o último imperador da dinastia e filho de Agripina, a Jovem, filha de Germânico.
Germânico era um favorito de seu tio-avô Augusto, que, por um tempo, o considerou como herdeiro do Império. Em 4, convencido por Lívia, Augusto decidiu em favor de Tibério, tio de Germânico, como sucessor. Mas, como condição para a adoção de Tibério, este teria que adotar Germânico como seu próprio filho e nomeá-lo herdeiro. Como corolário desta adoção, Germânico se casou com sua prima de segundo grau pelo lado de sua mãe, Agripina, uma neta de Augusto, provavelmente no ano seguinte.
Com Agripina, Germânico teve nove filhos: Nero Júlio César, Druso César, Tibério Júlio César, uma criança de nome desconhecido (geralmente chamada de ignotus), Caio, o Velho, Caio, o Jovem (Calígula), Agripina, Júlia Drusila e Júlia Lívila. Destes, apenas seis chegaram à vida adulta. Tibério e ignotus morreram ainda bebês e Caio, o Velho, na infância.

## Carreira

### Grande Revolta da Ilíria

Mapa da Grande Revolta da Ilíria, a primeira campanha importante da carreira de Germânico.

Germânico recebeu o título de questor em 7, cinco anos antes da idade legal de 25, e no mesmo ano foi enviado para ajudar Tibério na guerra contra panônios e dálmatas. Segundo Dião Cássio, Augusto enviou Germânico a Ilírico por cauda da aparente falta de ação por parte de Tibério, o que fez com que Augusto suspeitasse de que ele estaria atrasando a campanha para permanecer no controle das legiões pelo maior tempo possível sob o pretexto de estar conduzindo a guerra. Germânico levou consigo um exército de cidadãos alistados e escravos libertados comprados de seus antigos mestres para reforçar o exército de Tibério estacionado em Siscia, sua base de operações. No final do outono e início do inverno, novos reforços chegaram em Siscia vindos da Mésia e do oriente: três legiões da Mésia lideradas por Aulo Cecina Severo e duas da Anatólia sob o comando de Marco Pláucio Silvano mais uma cavalaria trácia e forças auxiliares. Se por um lado este movimento de tropas indicava que Augusto estava levando a ameaça da revolta a sério, por outro Tibério acabou tendo que enviar de volta algumas unidades, pois dispunha de mais forças do que acreditava precisar.
Não muito depois da chegada de Germânico à Panônia, Severo foi atacado na Mésia, mas conseguiu repelir os rebeldes. Quando Germânico chegou, os rebeldes já haviam recuado para suas fortalezas nas montanhas, a partir de onde lançavam raides regularmente. Os romanos estavam pouco preparados taticamente para enfrentar esses ataques rápidos e, por isso, Tibério preferiu utilizar suas forças auxiliares e dividiu seu exército em unidades menores para ocupar mais território. Tibério parece ter conduzido então uma guerra de atrito contra os rebeldes, entocados em suas fortes posições defensivas. Além disto, os romanos começaram a expulsar os rebeldes das regiões baixas e ofereceram o perdão para todas as tribos que abandonassem suas armas; todo o território foi destruído numa política de terra arrasada que Tibério acreditava ser suficiente para subjugar o inimigo pela fome. Apesar de a maioria destes destacamentos menores não ter enfrentado nenhuma batalha neste estágio da guerra, Germânico derrotou os mazaei, uma das muitas tribos dálmatas.
Em 8 começou o colapso das posições rebeldes na Panônia. Um comandante rebelde, Bato, o Breuco, entregou o líder dos breucos, Pines, aos romanos e rendeu seu povo em troca de anistia. Ele foi deixado a cargo de seu povo e de outros panônios que também haviam se rendido. Esta rendição foi importante para o desenrolar da guerra por causa do grande número de guerreiros e recursos dos breucos, que ofereceram oito coortes aos romanos até o final da guerra. Bato, o Breuco, acabou derrotado em combate mais tarde e foi executado por seu antigo aliado, Bato, o Desitiata. Como resultado da entrega de Pines e da morte de Bato, os panônios se viram divididos e os romanos aproveitaram para atacar, conquistando os breucos sem a necessidade de uma batalha. Bato, o Desitiate, teve que deixar a Panônia e seguiu para a Dalmácia, onde passou a ocupar as montanhas da Bósnia, de onde passou a realizar contra-ataques, provavelmente contra tribos locais aliadas dos romanos. No final daquele, Tibério deixou Marco Emílio Lépido no comando em Siscia e Silvano em Sírmio.

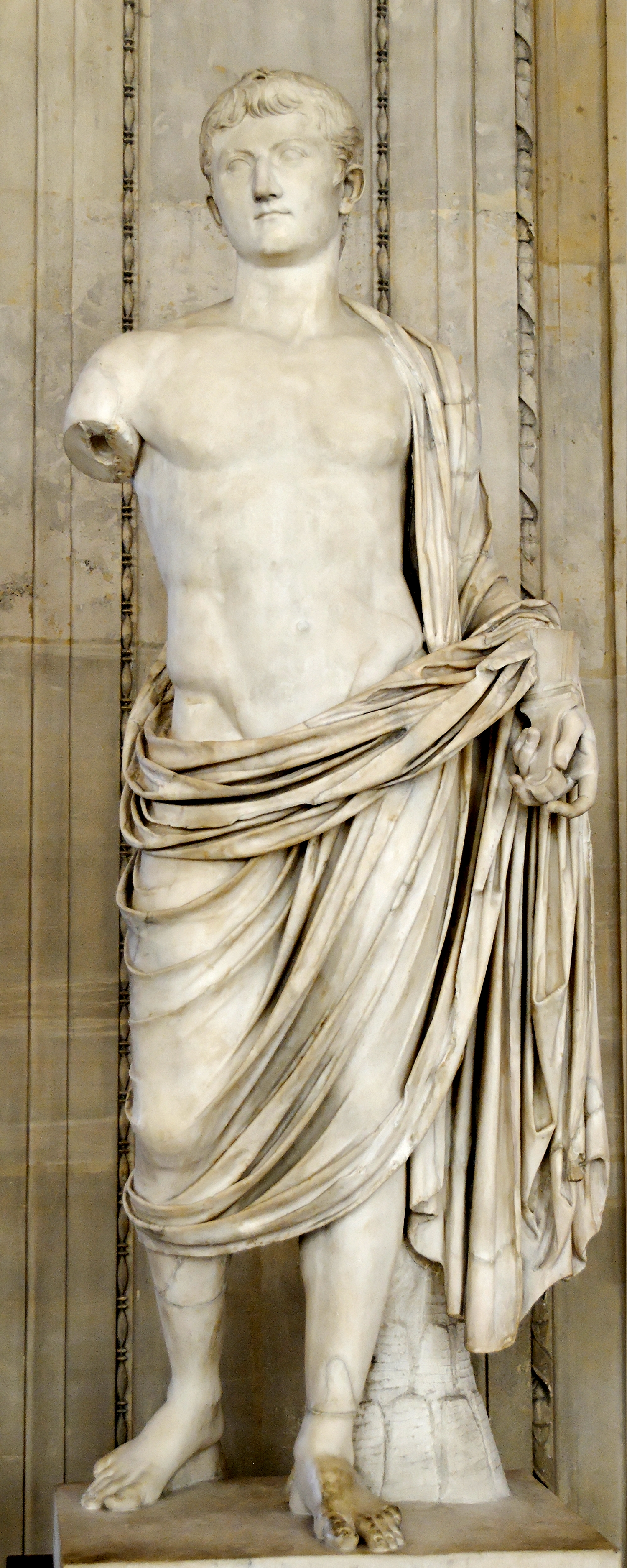
Estátua de Germânico no Louvre.

As forças romanas retomaram a iniciativa em 9 e invadiram a Dalmácia. Tibério repartiu suas forças em três divisões: uma sob o comando de Silvano, que marcharia para o sudeste a partir de Sírmio, outra sob o comando de Lépido, que seguiria para o noroeste a partir de Siscia, e uma última sob seu próprio comando com a ajuda de Germânico que invadiria o coração do território dálmata. As divisões de Lépido e Silvano derrotaram facilmente seus adversários, quase exterminando os perustae e os desitiatas, duas tribos dálmatas entocadas em fortalezas nas montanhas. As forças romanas capturaram muitas cidades, com o próprio Germânico capturando Raetinum (perto de Seretium e perdida num incêndio iniciado pelos rebeldes durante o cerco), Splonum (no norte de Montenegro) e Seretium (no oeste da Bósnia). Em paralelo, Germânico e Tibério perseguiram Bato, o Desitiate, até ele resolver lutar para se defender numa fortaleza chamada Adetrium, perto de Salona, cercada pelos romanos. Quando ficou claro que ele não se renderia, Tibério atacou contando o grande número de soldados que tinha à sua disposição. A fortaleza foi vencida pelo número de atacantes e todos os defensores foram mortos. Enquanto Tibério negociava os termos da rendição, Germânico conduziu uma expedição punitiva por toda a região vizinha. Depois de cercar a fortaleza de Arduba, Germânico conseguiu capturá-la e, por isso, obteve a rendição de várias cidades vizinhas. Depois de retornar a Tibério, Germânico foi enviado para terminar de subjugar as regiões restantes.

### Período em Roma e consulado
Depois de um destacado início de carreira militar, Germânico voltou a Roma em 10 para anunciar pessoalmente sua vitória e recebeu a ornamenta triumphalia (mas não um triunfo) e o status (e não o cargo) de pretor, o que lhe permitiu se candidatar a cônsul antes do tempo legal. Além disto, ele recebeu também o direito de falar logo depois dos consulares no Senado Romano.
Segundo Dião Cássio, Germânico se tornou muito popular durante seu mandato como questor por ter atuado como um defensor do povo diante de Augusto e de outros juízes. Houve um caso em 10 no qual Germânico atuou como advogado de um questor acusado de homicídio. O acusador exigiu um julgamento diante do próprio imperador como uma espécie de "apelo a César" por temer que os jurados votariam em favor da defesa por deferência a Germânico. Um tribunal com a presença de Augusto foi reunido, mas o acusador perdeu mesmo assim. Este caso é uma evidência da jurisdição final exercida por Augusto e separada do caminho judiciário tradicional.
As vitórias em Ilírico foram seguidas pela derrota de Varo na Batalha da Floresta de Teutoburgo. Como procônsul, Germânico foi despachado com Tibério para defender o Império contra as tribos germânicas em 11. Os dois generais cruzaram o Reno, realizaram várias incursões em território inimigo e, no começo do outono, cruzaram de volta para território romano. As campanhas de Tibério e Germânico na Germânica de 10 e de 11 a 13, combinadas com uma aliança com a federação marcomana liderada por Marobóduo efetivamente evitaram que a coalizão germânica anti-romana liderada por Armínio, o vitorioso da Floresta de Teutoburgo, cruzasse o Reno e invadisse a Gália e a Itália. No inverno, Germânico retornou a Roma e foi nomeado cônsul para o ano de 12 depois de cinco mandatos como questor e mesmo sem ter sido antes edil ou pretor. Ele dividiu o consulado com Caio Fonteio Capitão.
Durante seu consulado, Germânico advogou para pessoas acusadas nos tribunais, o que lhe valeu grande popularidade e que lembrava a época quando ele costumava apelar em nome de seus acusados diretamente a Augusto. Ele também aumentou sua popularidade realizando os "Ludi Martiales" ("Jogos de Marte"), durante os quais, num dos eventos, 200 leões foram soltos no Circo Máximo. Plínio, o Velho, menciona estes jogos em "História Natural".
Em 16 de janeiro de 13, Tibério celebrou um triunfo por sua vitória sobre os panônios e dálmatas, um evento atrasado por causa da derrota de Varo na Germânia. Ele foi acompanhado por Germânico entre outros generais, para quem ele concedeu novamente a ornamenta triumphalia e um lugar de honra na celebração. O filho biológico de Tibério, Druso Júlio César, por outro lado, não recebeu nenhuma honraria especial exceto a de ser o filho de um triumphator.

### Comandante na Germânia
Em 13, Augusto nomeou Germânico comandante das forças romanas no Reno, um total de oito legiões, um terço do exército romano. No ano seguinte, Augusto faleceu e, em 17 de setembro, o Senado se reuniu para confirmar Tibério como princeps. No mesmo dia, o Senado também despachou uma delegação ao acampamento de Germânico portando condolências pela morte de seu avô e, mais importante, concedendo-lhe o imperium proconsular. A delegação só chegou a destino em outubro.
Logo depois da morte de Augusto, as legiões da Germânia e Ilírico se revoltaram. No exército do baixo Reno estavam amotinadas as legiões sob o comando de Aulo Cecina Severo — V Alaudae, XXI Rapax, I Germanica e XX Valeria Victrix — estacionadas no acampamento de verão na fronteira com o território dos ubii. Os legionários não receberam os bônus prometidos a eles por Augusto e, quando ficou claro que não viria uma resposta de Tibério, um motim se iniciou. Quando Germânico chegou ao acampamento, os soldados listaram suas reclamações; entre elas um aumento do soldo, a redução tempo de serviço e a punição de centuriões acusados de crueldade — e tentaram proclamá-lo imperador. Apesar de sua popularidade, Germânico recusou a oferta e permaneceu fiel ao imperador. Em paralelo, notícias do motim chegaram ao alto Reno e as legiões sob o comando de Caio Sílio — II Augusta, XIII Gemina, XVI Gallica e a XIV Gemina — também ameaçaram se juntar à revolta. Finalmente, Germânico negociou um acordo, cujos termos incluíam a dispensa do serviço militar depois de 20 anos servidos, mas a concessão do status de immunes (o que os isentava da maioria das tarefas rotineiras no acampamento, como guarda, limpeza, cozinha etc.) aos soldados com mais de dezesseis anos servidos e a concessão do dobro do valor deixado por Augusto aos legionários a ser pago de imediato.

#### Primeira campanha
Para satisfazer as condições do acordo firmado com as legiões, Germânico utilizou de seus recursos próprios. Todas as oito legiões receberam dinheiro, mesmo aquelas que não pediram e a situação se normalizou por toda a região. Numa tentativa de assegurar a lealdade de suas tropas, Germânico liderou um raide contra os marsos, um povo germânico que vivia na região do alto Ruhr. Os romanos massacraram todas as vilas que encontraram e saquearam todo o território. No caminho de volta para o acampamento de inverno, em Castra Vetera, o exército de Germânico conseguiu atravessar com sucesso o território dos brúcteros, tubantes e usípetes, que ficava entre o dos marsos e o Reno.
Em Roma, Tibério criou o colégio dos sodais augustais para ministrar o culto a Augusto e Germânico se tornou um membro. Quando notícias chegaram sobre o raide, Tibério comemorou a vitória no Senado com um elaborado e pouco sincero discurso de elogio: o imperador estava contente com o fim do motim, mas também estava ansioso com a glória e popularidade conquistada por Germânico. O Senado votou pela concessão de um triunfo. Os "Fastos", de Ovídio, data a votação do Senado sobre o triunfo de Germânico em 1 de janeiro de 15.

#### Segunda campanha
Nos dois anos seguintes, Germânico liderou suas legiões através do Reno contra as tribos germânicas e enfrentou as forças de Armínio e seus aliados. Tácito afirma que o objetivo destas campanhas era vingar a derrota sofrida por Varo na Batalha da Floresta de Teutoburgo e não aumentar o território romano.
No começo da primavera de 15, Germânico atravessou o Reno e atacou os catos. Ele saqueou a capital deles, Mattium (moderna Maden, perto de Gudensberg), saqueou seu território e retornou. Em algum momento neste mesmo ano, Germânico recebeu um pedido de ajuda de Segestes, que estava preso pelas forças de Armínio e precisava de ajuda. Os romanos libertaram Segestes e conseguiram prender sua filha, Tusnelda, que era esposa de Armínio e estava grávida. Novamente Germânico voltou para seu acampamento vitorioso e, com autorização de Tibério, aceitou o título de imperator.
Em seguida, Armínio conseguiu inflamar sua própria tribo, os queruscos, e as tribos vizinhas à guerra. Germânico coordenou um ataque por terra e pelo rio, com tropas marchando para leste cruzando o Reno e outra navegando até o mar do Norte subindo pelo rio Ems para atacarem os brúcteros ou queruscos. As forças de Germânico atravessaram o território dos brúcteros e o general Lúcio Estertínio recuperou a águia perdida da Legio XIX depois de uma vitória na região.
As divisões de Germânico se encontraram ao norte da região e destruíram tudo entre o Ems e o Lippe até invadirem a Floresta de Teutoburgo, que ficava entre os dois rios. Ao chegarem, Germânico e alguns oficiais visitaram o local da desastrosa derrota e começaram a enterrar os restos dos soldados romanos que haviam sido deixados ao léu. Depois de meio dia de trabalho, Germânico interrompeu o trabalho para seguir com a campanha. Ele seguiu adiante e invadiu o coração do território dos queruscos. Em um local que Tácito chama de "pontes longi" ("longas pontes"), nos baixios alagados em algum lugar perto do Ems, as tropas de Armínio atacaram os romanos. Os germânicos inicialmente conseguiram capturar a cavalaria romana numa armadilha e provocaram algumas perdas, mas a infantaria romana veio em socorro e conseguiu repelir o ataque. A batalha durou dois dias sem que nenhum dos dois lados conseguisse uma vitória decisiva. As forças de Germânico recuaram e atravessaram o Reno de volta ao território romano.

#### Terceira campanha
Durante os preparativos para sua próxima campanha, Germânico enviou Públio Vitélio e Caio Âncio para coletarem impostos na Gália e instruiu Sílio, Anteio e Cecina que construíssem uma frota. Um forte às margens do Lippe chamado Castra Aliso foi cercado pelos germânicos, mas os atacantes dispersaram quando avistaram reforços romanos. Os germânicos destruíram um altar dedicado a Druso, seu pai, mas Germânico ordenou a reconstrução e a celebração de jogos entre os legionários em homenagem a ele. Novas barreiras e aterros foram construídos para aumentar a segurança do território entre Aliso e o Reno.
Germânico comandou oito legiões reforçadas por unidades auxiliares gaulesas e germânicas por terra através do Reno, rio acima pelo Ems e pelo Weser e deu início à sua última grande campanha contra Armínio em 16. Suas forças se encontraram perto do local onde estava Armínio, na planície de Idistaviso, às margens do Weser perto da moderna Rinteln, onde foi travada a Batalha do rio Weser. Segundo Tácito, os romanos foram vitoriososː
| “ | ...o inimigo foi massacrado da quinta hora do amanhecer até o anoitecer e por dez milhas o chão ficou cheio de cadáveres e armas. | ” |
|   | — Tácito. |   |

Armínio e seu tio, Inguiomero, foram feridos na batalha, mas conseguiram escapar. Os soldados envolvidos na batalharam aclamaram Tibério como imperator e construíram um troféu empilhando armas com os nomes das tribos derrotadas.
O troféu enfureceu os germânicos que se preparavam para recuar para além do Elba e eles lançaram um ataque contra as posições romanas que guarneciam o Muro Angrivariano, dando início a uma segunda batalha. Os romanos haviam previsto o ataque e novamente derrotaram os germânicos com facilidade. Germânico declarou que não queria prisioneiros e que o extermínio das tribos germânicas era o único resultado que ele esperava da guerra. Depois desta vitória, os romanos construíram um monte com a seguinte inscrição: "O exército de Tibério César, depois de conquistar completamente as tribos entre o Reno e o Elba, dedicaram este monumento a Marte, Júpiter e Augusto".
Germânico enviou parte das tropas de volta para o Reno, um pequeno grupo por terra e a maioria de barco pelos rios. Estes últimos seguiram pelo Ems até o mar do Norte, mas, assim que chegaram lá, uma tempestade afundou muitos dos barcos, provocando grandes perdas de homens e cavalos aos romanos.
Em seguida, Germânico ordenou que Caio Sílio marchasse contra os catos com uma força mista de 3 000 cavaleiros e 33 000 infantes e destruíssem seu território. Em paralelo, ele próprio, com o exército maior, invadiu o território dos marsos pela terceira vez e destruiu tudo o que encontrou. Malovendo, o rei marso derrotado, foi forçado a revelar onde estava as outras águias legionárias perdidas em 9 e Germânico enviou tropas para recuperá-las.
As vitórias de Germânico na Germânia aumentaram ainda mais a popularidade de Germânico entre as tropas. Ele havia desferido um poderoso golpe contra os inimigos de Roma, sufocado um motim entre as tropas e recuperado os estandartes perdidos. Suas ações aumentaram sua fama também em Roma. Tibério percebeu e convocou Germânico de volta a Roma para celebrar um triunfo e receber suas novas ordens.

#### Resultado

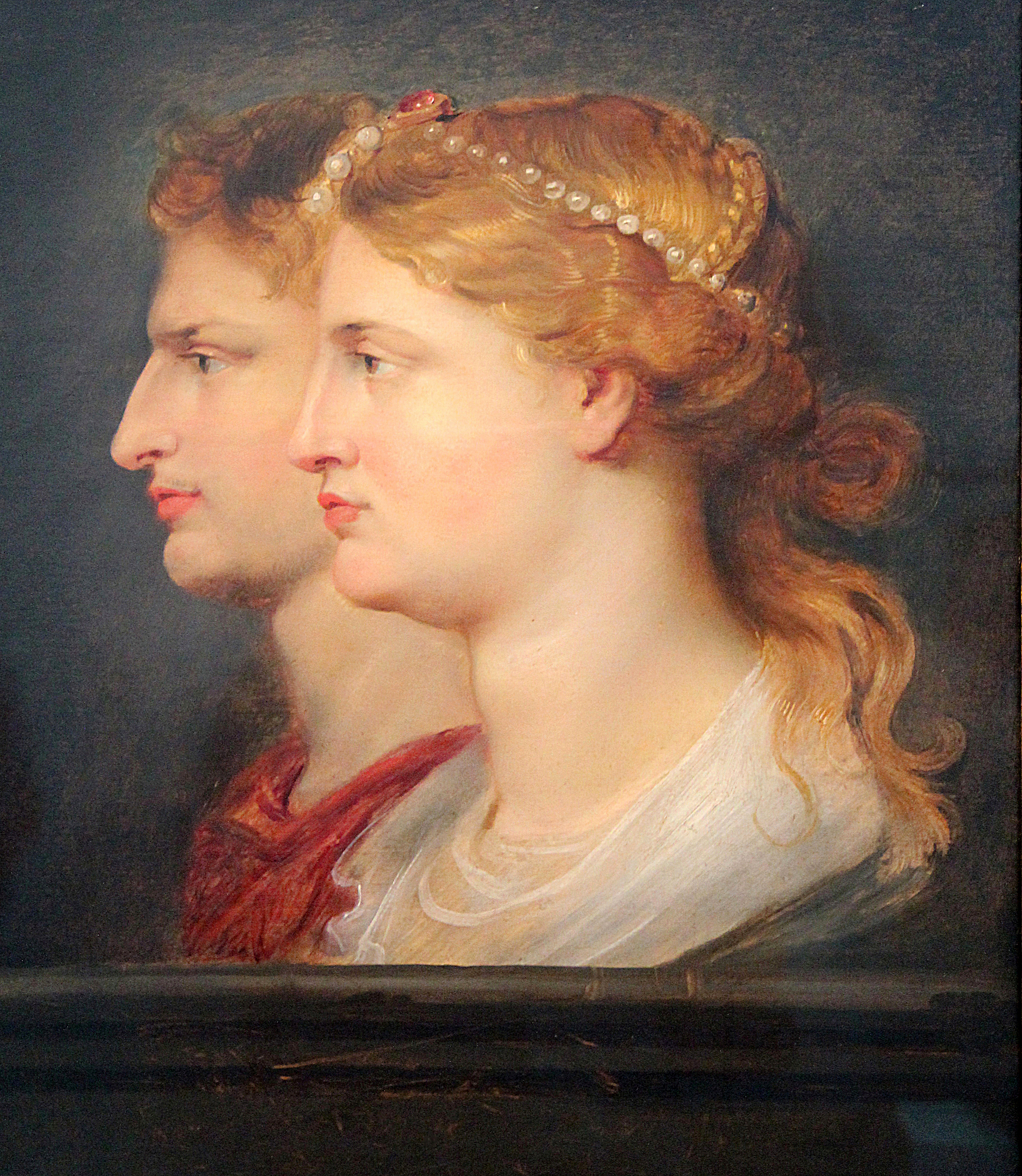
"Agripina e Germânico", por Peter Paul Rubens (1614), na Galeria Nacional de Arte, em Washington D.C., nos EUA.

Enquanto Germânico vencia suas campanhas contra Armínio e seus aliados, Tibério decidiu não tentar conquistar a Germânia. O esforço que seria necessário para conquistar a Germânia Magna foi considerado grande demais em relação ao baixo potencial de lucro esperado pela aquisição do novo território. Roma considerava a Germânia como um território selvagem de florestas e pântanos com pouca riqueza quando comparado a outros que Roma já havia conquistado. Porém, a campanha de Germânico teve os efeitos positivos de curar o trauma provocado pelo desastre de Varo e recuperar o prestígio de Roma. Além de recuperar duas das três águias perdidas, Germânico havia enfrentado Armínio, o rebelde que havia derrotado as legiões em 9, e o derrotou em várias ocasiões. Ao liderar suas tropas para além do Reno sem pedir permissão antes a Tibério, Germânico contradisse o conselho de Augusto de que os romanos deveriam manter o Reno como fronteira do Império e permitiu que Tibério tivesse dúvidas sobre seus reais motivos. Este erro de julgamento político permitiu que Tibério o reconvocasse a Roma. Tácito atribuiu esta convocação à inveja de Tibério da glória alcançada por Germânico e, com alguma amargura, ele alega Germânico poderia ter completado a conquista da Germânia se tivesse liberdade para agir.

### Convocação
Germânico chegou em Roma no começo de 17 e, em 26 de maio, celebrou um triunfo por suas vitórias sobre os germânicos. Ele havia capturado poucos prisioneiros importantes e Armínio ainda estava livre, o que não permitia a conclusão de que a guerra estava vencida. Mas estas dúvidas não diminuíram o espetáculo de seu triunfo: um calendário da época marca o dia 26 de maio como o dia "no qual Germânico César irrompeu na cidade em triunfo" e moedas cunhadas por seu filho Calígula o representaram na carruagem triunfal com a inscrição "Estandartes recuperados. Germânicos derrotados" no verso.
Seu triunfo incluiu uma longa procissão de cativos, incluindo a esposa de Armínio, Tusnelda, e o filho dela, já com três anos, entre outros líderes das tribos germânicas derrotadas. Na procissão também estavam réplicas de montanhas, rios e batalhas. A partir daí, a guerra foi considerada como encerrada.
Tibério deu dinheiro ao povo de Roma em nome de Germânico, que foi escolhido para o consulado no ano seguinte com ele próprio. Como resultado, em 18 Germânico recebeu o comando da porção oriental do Império exatamente como Agripa e o próprio Tibério haviam recebido na época de Augusto.

### Comando na Ásia

Províncias e reinos clientes de Roma no oriente.

Depois de seu triunfo, Germânico foi enviado para a Ásia para reorganizar as províncias e reinos clientes da Ásia Menor, que estavam em situação tão ruim que a intervenção imperial direta foi considerada necessária. Germânico recebeu o imperium maius (comando extraordinário) sobre todos os governadores e comandantes militares da área. Tibério também substituiu o governador da Síria por Cneu Calpúrnio Pisão para que ele atuasse como adiutor ("ajudante"), o que não aconteceu. Segundo Tácito, esta foi uma tentativa de separar Germânico de suas tropas e enfraquecer sua influência, mas o historiador Richard Alston afirmou que Tibério tinha poucos motivos para minar seu próprio herdeiro.
Sem esperar para assumir o consulado em Roma, Germânico partiu logo depois de seu triunfo, ainda em 17. Ele navegou pela costa ilíria do mar Adriático até a Grécia, onde restaurou um templo da Esperança e venceu uma corrida de carruagens nos Jogos Olímpicos daquele ano. Ele chegou em Nicópolis, perto do local da Batalha de Ácio, e ali assumiu seu segundo consulado em 18 de janeiro de 18. Ele também visitou vários locais ligados ao seu avô adotivo (Augusto) e ao biológico (Marco Antônio) antes de cruzar o mar até Lesbos e dali para a Ásia Menor. Ao chegar, Germânico visitou Troia e o oráculo de Apolo Claros perto de Cólofon. Pisão partiu na mesma época que Germânico, mas foi diretamente até Atenas e de lá seguiu para Rodes, onde ele e Germânico se encontraram pela primeira vez. De lá, Pisão foi para a Síria, onde começou imediatamente a trocar os oficiais por homens leais a ele próprio numa tentativa de conquistar a lealdade dos soldados.
De Rodes, Germânico viajou através da Síria até a Armênia, onde instalou o rei Artaxias III no lugar de Vonones I, que Augusto já havia deposto e colocado em prisão domiciliar a pedido do xá parta Artabano III. O rei da Capadócia também havia morrido e Germânico enviou Quinto Verânio para organizar a região como uma nova província. Os habitantes do Reino de Comagena estavam divididos sobre a questão de se deveriam permanecer livres ou se deveriam se unir ao Império Romano como uma província e os dois grupos enviaram emissários a Germânico, que, por sua vez, enviou Quinto Serveu para organizar a província.
Depois de acertar estas questões, Germânico viajou até Cirro, uma cidade na Síria entre Antioquia e o Eufrates, onde passou o resto de 18 no acampamento de inverno da X Fretensis. Ali, Germânico se encontrou com Pisão e os dois discutiram por que Pisão não enviou suas tropas à Armênia depois de receber ordens para fazê-lo. Artabano enviou um emissário a Germânico requisitando que Vonones fosse removido da Armênia para evitar que ele iniciasse uma nova revolta e Germânico assentiu, enviando-o para a Cilícia, o que foi ao mesmo tempo um agrado a Artabano e um insulto a Pisão, que era aliado de Vonones.

#### Egito e morte
Logo depois, Germânico partiu para o Egito, onde chegou em janeiro de 19. Sua missão era aliviar uma fome que ameaçava a província que era vital para o suprimento de cereais a Roma. A viagem irritou Tibério, pois a chegada de Germânico violou uma ordem explícita de Augusto de que nenhum senador jamais deveria por os pés no Egito antes de consultar o imperador e o Senado — o Egito era uma província imperial e pertencia pessoalmente ao imperador. Ele voltou para a Síria no verão e descobriu que Pisão havia ou ignorado ou revogado suas ordens a várias cidades e legiões. Germânico, furioso, ordenou que Pisão voltasse a Roma, o que provavelmente estava além de sua autoridade.
No meio da disputa, Germânico ficou doente e, apesar de o próprio Pisão ter se retirado para o porto de Selêucia Piéria, ele estava convencido de que Pisão de alguma forma o havia envenenado. Tácito conta que havia sinais de magia negra na casa de Pisão, como partes de corpos humanos e tabletes de chumbo inscritos com o nome de Germânico. Germânico enviou a Pisão uma carta renunciando formalmente sua amizade (amicitia) e morreu logo depois, em 10 de outubro do mesmo ano. Sua morte gerou muitas especulações, com várias fontes acusando Pisão de estar agindo sob ordens de Tibério, o que jamais foi provado. O próprio Pisão se mataria mais tarde durante seu julgamento. Segundo Tácito, Tibério temia que o povo de Roma soubesse da conspiração contra Germânico, mas sua inveja e temor da popularidade e do crescente poder de seu sobrinho o levaram a matá-lo.
A morte de Germânico em circunstâncias obscuras afetaram duramente a popularidade de Tibério em Roma, o que levou à instauração de um clima de medo na cidade. Também suspeito de conivência na morte dele era o principal conselheiro de Tibério, Sejano, que, nos anos seguintes seria o responsável por criar uma atmosfera de terror nos círculos administrativos e da nobreza de Roma através do uso de delatores e acusações de traição.

## Eventos posteriores

"Morte de Germânico", por Jean-Baptiste Debret, no Museu Nacional de Belas Artes do Rio de Janeiro.

Quando as notícias da morte de Germânico chegaram a Roma, o povo começou a observar um iustitium antes mesmo que o Senado o decretasse. Tácito afirma que isto mostra o luto verdadeiro sentido pelo povo de Roma e também revela que, nesta época, o povo já conhecia o modo apropriado de comemorar príncipes mortos sem um édito de um magistrado. No funeral, não houve procissão de estátuas de Germânico, mas muitos discursaram ressaltaram os pontos positivos de Germânico, incluindo o próprio Tibério.
Os historiadores Tácito e Suetônio relataram o funeral e as homenagens póstumas a Germânico. Seu nome foi acrescentado ao Carmen Saliare e foi gravado nas cadeiras curul que eram decoradas com guirlandas de carvalho como assentos honorários para os sodais augustais. Sua estátua de marfim passou a ser levada à frente da procissão durante os jogos no Circo Máximo. Os equestres de Roma deram o seu nome para um bloco de assentos em um teatro de Roma e cavalgaram diante de sua efígie em 15 de julho de 20. Além disso, seu lugar entre os sodais e entre os áugures seria preenchido por outros membros da família imperial.
Depois de consultar sua família, Tibério determinou que o Senado juntasse os feitos de Germânico num decreto comemorativo, o "Senatus consultum de memoria honoranda Germanini Caesaris" e ordenou que os cônsules de 20 aprovassem uma lei homenageando a morte de Germânico, a "Lex Valeria Aurelia". Embora Tácito realce as homenagens prestadas a Germânico, o funeral e as procissões foram cuidadosamente baseadas nas já realizadas em homenagem a Caio César e Lúcio César, os filhos de Marco Vipsânio Agripa e netos de Augusto. O ritual servia para enfatizar a continuação da domus Augusta durante a transição de Augusto para Tibério. Arcos comemorativos foram construídos em homenagem a Germânico não apenas em Roma, mas também na fronteira do Reno e na Ásia. O arco do Reno foi construído ao lado do arco de seu pai no local que os soldados haviam construído um monumento funerário em sua honra. Retratos de Germânico e de Druso foram colocados no Templo de Apolo no monte Palatino, em Roma.
No dia da morte de Germânico, sua irmã Lívila deu à luz gêmeos de seu casamento com Druso, o filho de Tibério. O mais velho foi chamado de Germânico, mas morreu jovem. Em 37, o único filho ainda vivo de Germânico, Calígula, tornou-se imperador e rebatizou o mês de setembro de "Germânico" em homenagem a seu pai. Muitos romanos, segundo Tácito, consideravam que Germânico seria o equivalente romano a Alexandre, o Grande, e que ele teria facilmente ultrapassado as conquistas dele se tivesse vivido o suficiente para se tornar imperador. No livro oito de sua "História Natural", Plínio liga Germânico, Augusto e Alexandre como companheiros de cavalaria: quando o cavalo de Alexandre, Bucéfalo, morreu, ele batizou uma cidade, Bucéfala, em sua honra. Menos monumental, o cavalo de Augusto recebeu um monte funerário sobre o qual Germânico escreveu um poema.

### Julgamento de Pisão
Cneu Calpúrnio Pisão Pisão era suspeito da morte de Germânico e não demorou muito para que um bem conhecido acusador da época, Lúcio Fulcínio Trião, o processasse. Os Pisões eram aliados de longa data dos Cláudios e apoiaram Otaviano (Augusto) desde o início de sua luta pelo trono. O continuado apoio dos Pisões e a amizade pessoal com Pisão fizeram com que Tibério se sentisse desconfortável em julgar o caso. Depois de ouvir rapidamente os dois lados, o imperador enviou o caso ao Senado sem disfarçar sua raiva em relação a Pisão. Apesar disto, Tibério permitiu que ele convocasse testemunhas de todas as classes sociais, incluindo escravos, e recebeu mais tempo para apresentar seu caso do que o que foi alocado aos promotores. Mas nada disto fez diferença: antes que o julgamento terminasse, Pisão apareceu morto, aparentemente por suicídio. Tácito especula que Tibério pode ter ordenado sua morte antes que ele próprio acabasse implicado.
No fim do julgamento, Pisão foi considerado culpado e foi punido postumamente pelo crime de traição (maiestas). O Senado confiscou suas propriedades, proibiu o luto em seu nome, removeu suas imagens, como estátuas e quadros, e seu nome foi apagado da base de uma delas como parte de um programa de damnatio memoriae. Apesar disto, num ato de clemência, o Senado permitiu que as posses de Pisão fossem devolvidas e divididas igualmente entre seus filhos na condição de que sua filha, Calpúrnia, recebesse 1 000 000 de sestércios como dote e mais 4 000 000 como propriedade pessoal. Sua esposa, Munácia Plancina, foi absolvida.

## Atividade literária

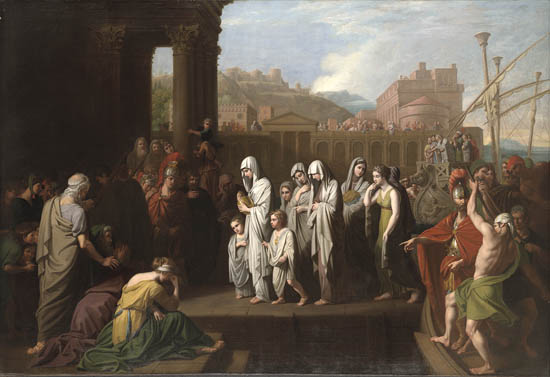
"Agripina com as cinzas de Germânico", por Benjamin West (1768), na Yale University Art Gallery, nos EUA.

Em 4, Germânico escreveu uma versão em latim da obra "Phainomena", de Arato, ainda existente e na qual ele rescreve partes do original. Como exemplo, ele substituiu o hino de abertura a Zeus por uma passagem em homenagem ao imperador romano. Ele evitou escrever no estilo poético de Cícero, que também produziu sua versão de "Phainomena", e usou um novo estilo para atingir as expectativas do público romano cujos gostos eram mais próximos dos autores "modernos", como Ovídio e Virgílio. Por causa desta obra, Germânico está listado entre os escritores romanos de astronomia e sua obra era popular o suficiente para que escólios sobre ela fossem escritos até a Baixa Idade Média.

## Historiografia
Germânico e Tibério são geralmente contrastados por historiadores antigos, poetas que escreveram usando temas dramáticos, geralmente com Germânico no papel do herói trágico e Tibério no de tirano. A continuidade do principado é disputada nestas narrativas, pelo temor invejoso dos imperadores em relação a comandantes competentes como Germânico. Particular atenção é dispensada aos estilos de liderança, ou seja, a relação dos dois com o massa, com Germânico representado como um líder competente capaz de lidar com o povo enquanto que Tibério é invejoso e indeciso.
Apesar desta poética relacionada a Germânico nos autores antigos, historiadores modernos como Anthony Barrett aceitam que Germânico era um general competente. Ele lutou contra os panônios sob Tibério, sufocou um motim no Reno e liderou três vitoriosas campanhas na Germânia. A respeito de sua popularidade, ele era popular o suficiente para que as legiões amotinadas do Reno tentassem proclamá-lo imperador em 14; porém, ele permaneceu fiel e liderou-as contra os germânicos. Tácito e Suetônio alegam que Tibério tinha inveja da popularidade de Germânico, mas Barrett sugere que a alegação deles possa ser contraposta pelo fato de que, depois de suas campanhas na Germânico, Germânico recebeu o comando das províncias orientais — um sinal claro de que ele estava destinado a governar. Segundo o precedente criado por Augusto, Agripa havia recebido o comando destas mesmas províncias no oriente quando ele era o sucessor pretendido para o Império.

### Tácito
Os "Anais", de Tácito, é um dos mais detalhados relatos das campanhas de Germânico contra os germânicos e foi escrito durante os primeiros anos do século II. Nele, Tácito descreve Germânico com um habilidoso general, justo e equilibrado, e afirma que sua morte privou Roma de um grande governante.
O livro 1 de "Anais" foca extensivamente nos motins das legiões da Panônia e da Germânia em 14. O exército amotinado aparece como a ira imprevisível do povo romano dando a Tibério a chance de refletir sobre o que significava liderar. A figura do imperador serve para contrastar os valores republicanos "à moda antiga" atribuídos a Germânico aos valores imperiais "modernos" de Tibério. O temperamento das massas é um tema recorrente, com a reação delas às realizações de Germânico aparecendo como uma característica proeminente da relação entre os dois até pelo menos o livro 3.

### Suetônio
Suetônio foi equestre que ocupou postos administrativos durante os reinados de Trajano e Adriano. "Vidas dos Doze Césares" detalha uma história biográfica do principado do nascimento deJúlio César até a morte de Domiciano em 96. Como Tácito, ele se baseia nos arquivos imperiais e também nas obras de historiadores anteriores como Aufídio Basso, Clúvio Rufo e Fábio Rústico; e nas próprias cartas de Augusto.
A atitude Suetônio em relação à personalidade e comportamento moral de Germânico é de adoração. Ele dedica boa parte de sua "Vida de Calígula" a Germânico alegando que a excelência moral e física dele superaram a de seus contemporâneos. Suetônio também afirma que Germânico era um escritor prodigioso e que ele, apesar de todos estes talentos, permaneceu humilde e gentil.